# Tatjana Napałkowa
Tatjana Wadimowna Napałkowa z d. Czerniawska (ros. Татьяна Вадимовна Напалкова z d. Чернявская, ur. 11 kwietnia 1965) – radziecka florecistka, dwukrotna medalistka mistrzostw świata.
Podczas mistrzostw świata w Sofii w 1986 roku reprezentantki ZSRR w składzie: Walentina Sidorowa, Olga Wieliczko, Olga Woszczakina, Marina Sobolewa i Tatjana Napałkowa zdobyły złoty medal w turnieju drużynowym. W tej samej konkurencji zdobyła następnie srebrny medal na mistrzostwach świata w Budapeszcie (1991).
Nigdy nie wzięła udziału w igrzyskach olimpijskich.